# Jerome Kern
Jerome Kern (27. ledna 1875 – 11. listopadu 1945) byl americký hudební skladatel, který se prosadil především v muzikálovém žánru, na Broadwayi i v Hollywoodu. Je autorem více než sedmi set písní a více než stovky divadelních děl. K jeho nejznámějším muzikálům patří Show Boat. Mezi jeho písně patří například „Ol' Man River“ (text Oscar Hammerstein II), „A Fine Romance“ (text Dorothy Fields) a „Smoke Gets in Your Eyes“ (text Otto Harbach). Je držitelem dvou Oscarů za nejlepší píseň, roku 1936 ho získal za píseň The Way You Look Tonight ve filmu Swing Time, a v roce 1941 za píseň The Last Time I Saw Paris ve snímku Lady Be Good. Krom toho si připsal šest dalších oscarových nominací. V roce 1970 byl posmrtně uveden do Songwriters Hall of Fame.

## Život
Jeho otcem byl židovský přistěhovalec z Německa a matkou Američanka českého židovského původu. Vyrůstal na Manhattanu, později v Newarku. Hru na klavír a skladbu se učil na New York College of Music, v letech 1903-1905 se pak učil soukromě v německém Heidelbergu. Od roku 1905 působil v Londýně, kde začal psát písně pro muzikálové scény ve West Endu. V roce 1910 se v Anglii i oženil. Poté psal kompozice především pro němé filmy. V roce 1912 napsal svůj první vlastní muzikál, komediální western The Red Petticoat. Od roku 1914 již psal písně do cizích muzikálů ve velkém, často právě jeho písně se stávaly hity, jako např. They Didn't Believe Me z muzikálu The Girl from Utah. Na Broadwayi byl průkopníkem nových rytmů, foxtrotových a ragtimeových.
Roku 1915 ho postihl kuriózní zážitek - kvůli partičce pokeru zmeškal loď do Londýna, která se poté potopila, přičemž zahynul i jeho impresário, producent Charles Frohman.
Poté získal smlouvu v malém broadwayském divadle Princess Theatre. Spolu s libretistou Guy Boltonem vytvořili celou sérii hudebních komedií pro tuto scénu, silně inspirováni britskou dvojicí Gilbert a Sullivan. Kernova The Magic Melody z prvního představení pro Princess Theatre se stala první ryze jazzovou písní na Broadwayi. Prvním opravdu úspěšným jejich muzikálem zde byl Very Good Eddie. V roce 1917 se k jejich tvůrčímu týmu přidal britský humorista P. G. Wodehouse, psal pak některé texty, včetně veleúspěšného představení Oh, Boy! a volně navazující Oh, Lady! Lady!! Dorothy Parkerová ve Vanity Fair označila tvorbu trojice Kern, Woodshouse, Bolton za nejprogresivnější zábavu v New Yorku. Spolupráce ovšem netrvala dlouho, na konci první světové války se trojice rozhádala a rozešla (později se tvůrci usmířili a znovu sešli ke spolupráci, ovšem již to nepřineslo úspěch).
Kern pak začal psát pro jiná divadla, zejména pro Ziegfeld Theatr. Jeho muzikál Sally se stal s 570 reprízami jedním z nejúspěšnějších broadwayských představení 20. let, uspěl i v Londýně. Roku 1925 se Kern setkal s textařem Oscarem Hammersteinem II, což znamenalo přelom v jeho kariéře. Stali se blízkými přáteli a dlouholetými spolupracovníky. Jejich první společný muzikál Sunny se stal okamžitě hitem, zaznamenal 517 repríz na Broadwayi a 363 ve West Endu. Jejich další spolupráce, muzikálová adaptace knihy Edny Ferberové, Show Boat z roku 1927, navzdory netypické tematice (rasismus, alkoholismus, manželské problémy), byla ještě větším úspěchem. Právě zde zazněla jedna z nejznámějších Kernových písní Ol' Man River. Představení mělo 572 repríz. Tento muzikál byl později dvakrát zfilmován (1936, 1951).
V roce 1929 Kern pronikl do Hollywoodu, když připravil filmovou verzi svého muzikálu Sally. O rok později se na plátně objevila Sunny. Tehdy však ještě plály spory o roli zvuku ve filmu a publikum na filmové muzikály nebylo ještě připraveno. Warner Bros. tak vypověděli s Kernem smlouvu, a ten se vrátil k divadlu. A nové Kernovy divadelní muzikály The Cat and the Fiddle, Music in the Air či Roberta zaznamenaly, v měřítcích Velké hospodářské krize, úspěch.
Roku 1935 byl Kern podruhé pozván do Hollywoodu. Nabídku přijal a stal se autorem filmové hudby. Filmová verze Roberty s Fredem Astairem a Ginger Rogersovou z roku 1935 znamenala okamžitý úspěch. V roce 1936 již držel v rukou svého prvního Oscara za Swing Time, další klasiku dvojice Astaire & Rodgersová. Roku 1937 se Kern v Hollywoodu usadil natrvalo. V roce 1940 Hammerstein, v reakci na okupaci Paříže Němci, napsal text The Last Time I Saw Paris, který Kern zhudebnil. Je to jediný případ, kdy Kern psal hudbu na text a jeho jediný hit, který nepochází z muzikálu. Byl však použit ve filmu Lady Be Good a vynesl Kernovy druhého Oscara.
V roce 1945 Kern odjel do New Yorku, aby zhlédl novou verzi svého muzikálu Show boat. Při procházce po Park Avenue se však zhroutil. Došlo u něj ke krvácení do mozku a krátce na to zemřel. Je tak nakonec pohřben ve svém rodném městě.
V roce 1946 byl natočen film na motivy jeho života Till the Clouds Roll By. Ve filmu jeho písně zpívají Judy Garlandová či Frank Sinatra, tančí mj. Cyd Charisse. Biograficky ovšem film není přesný, má mnoho vyfabulovaných prvků.
Kern byl mj. velkým sběratelem rukopisů amerických a anglických spisovatelů. Když svou unikátní sbírku, v níž nechyběly rukopisy Roberta Burnse, Percy Bysshe Shelleyho, Jonathana Swifta, Henryho Fieldinga nebo Charlese Dickense, v roce 1929 prodal, vyinkasoval přes 1,7 milionu dolarů. To byl rekord u individuálního sběratele pro příštích 50 let.